# Epik High
Epik High (hangul: 에픽 하이) es un grupo surcoreano de hip hop, formado por dos MC's (Tablo y Mithra) y un DJ (DJ Tukutz). Su música es conocida por ser tanto lírica como una pieza de literatura. Al mismo tiempo es ingeniosa y paradójica. Epik High es, actualmente, una de las bandas más populares dentro y fuera de Corea del Sur; su música es bastante conocida en algunos países de Asia, y también gozan de cierto nivel de popularidad en Europa y América, principalmente entre la comunidad inmigrante surcoreana.

## Historia
El grupo se formó en 2000 como un proyecto, siendo tres los integrantes. Sin embargo, pasaron desapercibidos por un tiempo en su natal Corea a causa de la falta de popularidad del hip hop en ese país. Ese mismo año lanzaron su primer álbum de estudio, llamado Map of The Human Soul. A pesar de esto su éxito realmente comenzó en 2004 con el lanzamiento de su segundo álbum High Society, gracias al cual se hicieron notar en la escena musical regional. 
De cualquier modo fue con el gran éxito de su tercer álbum de estudio en 2005, llamado Swan Songs, que se convirtieron en uno de los grupos de hip hop más populares de Corea. De este álbum se desprenden temas como Paris y Fly, que tuvieron gran éxito en las listas de éxitos de la televisión y de la web. De hecho Fly aparece en la banda sonora del videojuego de fútbol FIFA 07 y en la banda sonora del juego de baile Pump It Up. En 2006 lanzaron un álbum llamado Black Swan Songs, el cual era un reedición de su álbum anterior, y contenía algunas nuevas versiones de sus temas.

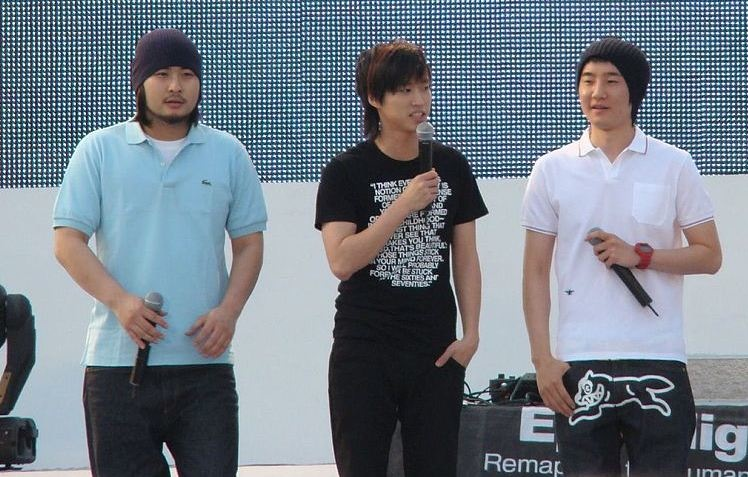
Epik High en mayo de 2007.

Su cuarto álbum de estudio, llamado Remapping the Human Soul, fue lanzado el 23 de enero de 2007. Se supone que el álbum tendría que haber salido a la venta en octubre de 2006, pero a causa de algunos problemas en la producción el lanzamiento se pospuso algunos meses. El álbum vendió cerca de 90.000 copias durante su primer mes y llevó a Epik High al primer lugar de ventas. Para este álbum la banda decidió convertirse en "no género, sólo música". Algunas canciones del álbum han sido censuradas a causa de su contenido, que implica cuestiones de sexo, crimen, guerra, educación y religión. 
El sencillo Fan posicionó a la banda en el primer lugar de muchas listas de éxitos, y de igual manera en el primer lugar en ventas. Epik High también goza de una creciente fama en Japón, en parte a causa de la colaboración de la artista nipona Emi Hinouchi en el tema Flow.
Lanzaron el tema Love Love Love como su siguiente sencillo, en mayo de 2007. En dicho tema colabora la cantante surcoreana Lee Yoong Jin. Remapping the Human Soul logró vender 120.301 copias en 2007, lo que lo convirtió en el tercer álbum más vendido de Corea del Sur en dicho año.
El 17 de abril de 2008 el grupo lanzó su quinto álbum de estudio, titulado Pieces, Part One, en el cual la banda demuestra un cambio de estilo que ha sido calificado por los fanes como más dirigido a la escena de la música popular. Así mismo, Epik High lanzó el primer videoclip del álbum, One, en donde colaboran con la cantante coreana Jisun, exintegrante de la banda pop Loveholic. Los siguientes sencillos, Breakdown y 우산 (Oosan) o Umbrella (en donde colaboran con la cantante Younha), lanzados unos meses después, también han gozado de cierto éxito en las listas de éxitos de Corea del Sur.
El sexto trabajo de la banda apareció el 27 de marzo de 2009 con el título de Map The Soul. El primer sencillo del álbum fue el tema homónimo, del cual también se lanzó un videoclip. El álbum incluye colaboraciones con Beatbox DG, Kero One, Minos, Paloalto, the Quiett, Verbal Jint, Kebee, E-Sens y Simon Dominic.
Tras la separación de DJ Tukutz en 2009 y de Mithra Jin en 2010, por el obligatorio servicio militar del país, el 25 de julio de 2012, los 2 firmaron un contrato con YG, por lo tanto, Epik High regresó con un nuevo álbum en septiembre de 2012, algo que causó alegría en los fanes del mundo.
En octubre del 2012 sacaron "99"  algo que les asegurara nuevos triunfos.
El 14 de octubre de 2014, el ahora trío reveló el tracklist de su última producción "Shoebox" la cual consta oficialmente de 12 canciones, también se reveló que canciones serían promocionadas: Wasteful Ending y Spoiler. 
También se podía ver una adaptación de Tablo del éxito de Taeyang (Big Bang), Eyes, Nose, Lips.  
Epik High lanzó oficialmente la versión digital en línea el 21 de octubre de 2014, y la versión física un día después, el 22 de octubre del mismo año.
El 23 de octubre de 2017 se publicó su nueva producción bajo YG Entertainment titulada "We've done something wonderful" con colaboraciones con artistas como IU, Lee Hi, Crush, entre otros.
El 11 de marzo de 2019 lanzó su última producción titulada "Sleepless In" esta producción incluye participaciones de artistas como Yuna, Crush, Suga y Sunwoojunga.
Actualmente Epik High es una banda independiente al no renovar su contrato con YG Entertainment.

## Discografía

### Álbumes de estudio
- Map of The Human Soul, 2003
- High Society, 2004
- Swan Songs, 2005
- Remapping the Human Soul, 2007
- Pieces, Part One (2008)
- e (2009)
- epilogue (2010)
- 99 (2012)
- Shoebox (2014)
- We've Done Something Wonderful (2017)

### Reediciones
- Black Swan Songs, 2006

### EP
- LoveScream, 2008
- 魂: Map the Soul, 2009